# Ferrari F310
El Ferrari F310, y su evolución, el F310B, fueron los coches de carreras de Fórmula 1 con los que compitió la escudería Ferrari en las temporadas 1996 y 1997. Fue conducido en ambos años por Michael Schumacher, quien fue intercambiado con Benetton a favor de Jean Alesi y Eddie Irvine.
Este fue el primer Ferrari de Fórmula 1 que funcionó con combustible Shell desde el 312B3 que compitió en la temporada de 1973.

## F310

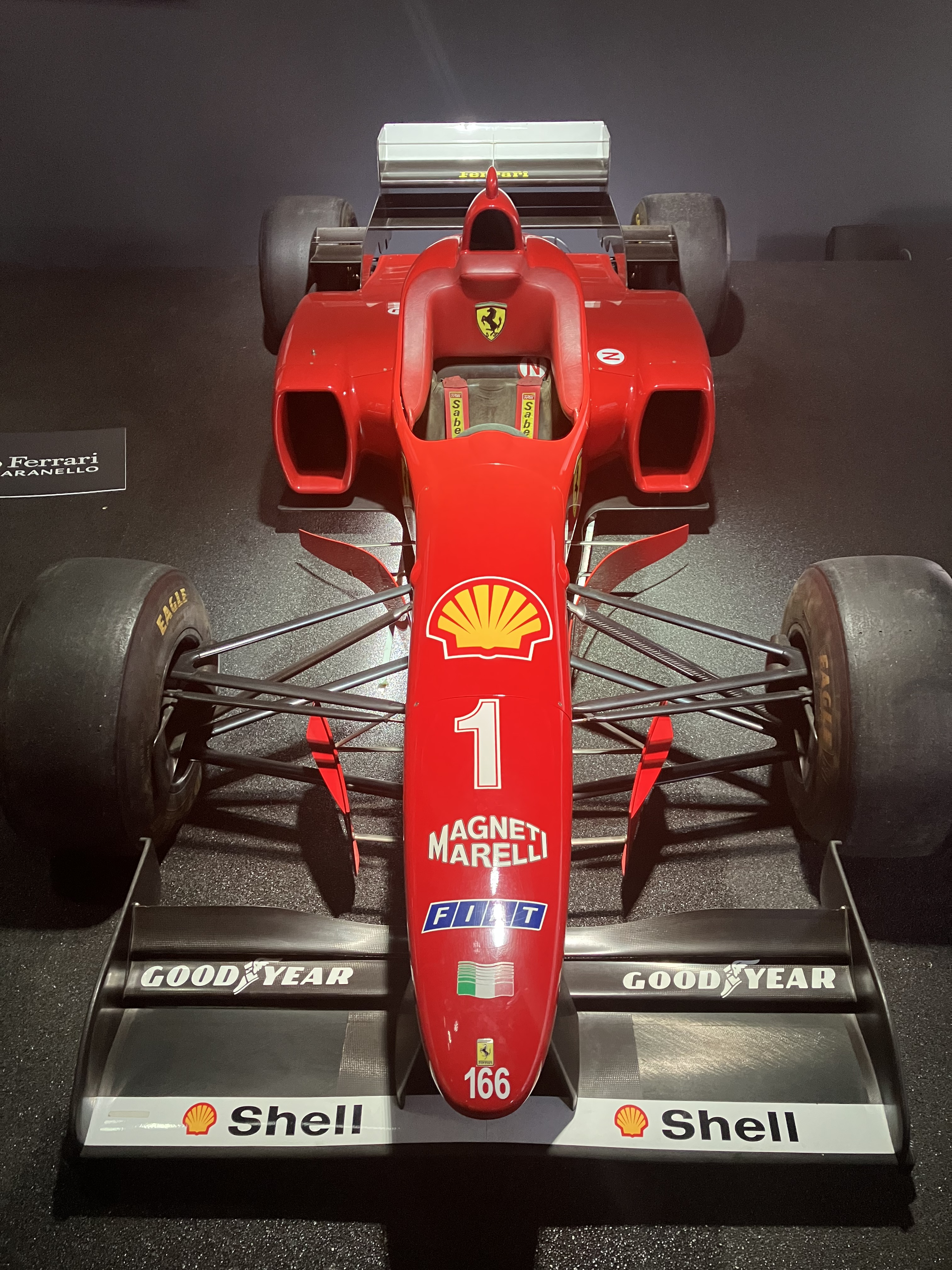
F310 en el Museo Ferrari

El F310 demostró ser un coche de vanguardia, pero sin el ritmo absoluto ni la excelente confiabilidad que llevaron a los Williams FW18 a dominar en 1996. Schumacher pudo ganar tres Grandes Premios, pero las deficiencias del F310 quedaron demostradas por la racha de ocho abandonos consecutivos de Irvine. , la mayoría mecánicos, además de tres dobles abandonos seguidos. Schumacher fue realista acerca de sus objetivos para la temporada y dijo que esperaba ganar algunas carreras antes de luchar por el título en 1997. El desarrollo también resultó problemático, ya que los coches tuvieron que utilizar piezas del coche de 1995 a principios de la temporada mientras se solucionaban problemas estructurales curado.
Este coche se destacó por ser el primer Ferrari F1 en utilizar el formato de motor V10, entonces más convencional, porque un motor V10 ofrecía el mejor compromiso entre potencia y eficiencia de combustible; el V12 era potente pero tenía sed, y el V8 carecía de la velocidad en línea recta del V10. El nombre F310 se refiere al tipo de motor, un 3 litros y 10 cilindros (V10), una nomenclatura consistente con la utilizada para los autos de F1 de Ferrari de 1966 a 1980 (el 312, 312B y 312T), y similar a la utilizada para el 2006 Ferrari 248. El motor también se llamaba 310. Fue diseñado por el ex técnico de Honda Osamu Goto.
Inicialmente, el F310 era el único coche en el campo de 1996 que tenía una sección de morro baja, y los otros equipos habían cambiado a un morro alto más aerodinámicamente eficiente que se vio por primera vez en el Tyrrell 019 de 1990. Los lados altos de la cabina estaban destinados a Ayudaba a la refrigeración y la aerodinámica, pero en realidad tuvo el efecto contrario. Sin embargo, desde el principio, el diseñador jefe John Barnard había anunciado sus intenciones de diseñar un morro alto para el coche, diciendo que el F310 sería un proyecto en curso con el objetivo final de ganar el campeonato mundial. El morro alto finalmente se adoptó de forma permanente a partir del Gran Premio de Canadá. El F310 fue el primer automóvil de F1 que presentó indicadores en el tablero montados en el volante. En una entrevista de 2012, Irvine dijo que no tenía buenos recuerdos del F310, calificándolo de "un coche horrible", un "pedazo de chatarra" y "casi imposible de conducir", al igual que John Barnard, quien admitió que el coche " no fue muy bueno". El propio Schumacher, reflexionando muchos años más tarde sobre el F310, se refirió a él como "un paracaídas".

## F310B

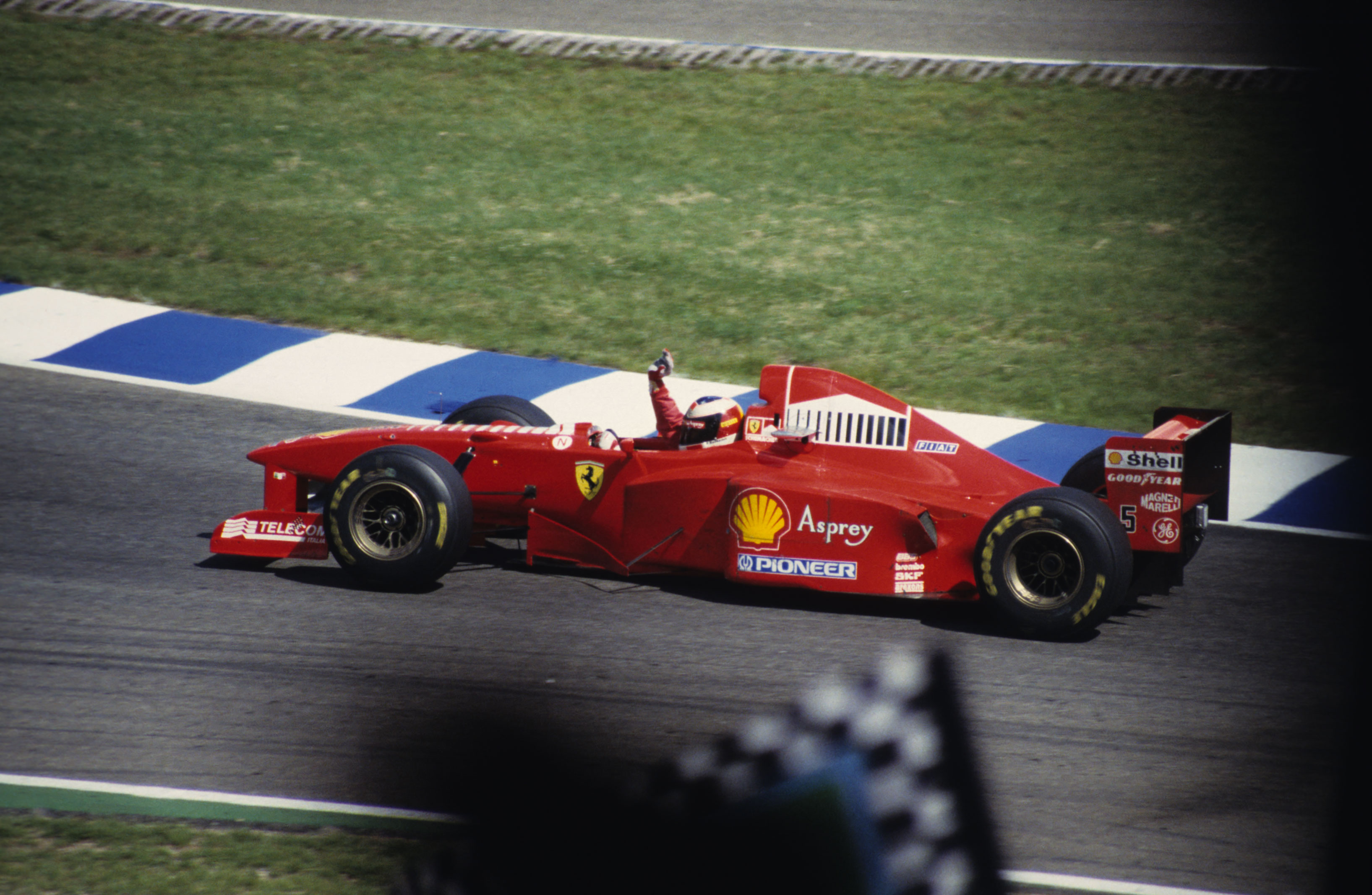
Michael Schumacher condujo su F310B hasta el segundo puesto en el Gran Premio de Alemania de 1997.

Con la contratación de Rory Byrne y Ross Brawn para reemplazar a Barnard (quien se fue a mitad de temporada en 1997 después de que Jean Todt decidiera que todo el equipo, incluidas las oficinas de diseño, tenían que regresar a Italia; y con Barnard no queriendo mudarse a Italia debido a problemas personales). razones, Ferrari le vendió las oficinas de diseño Ferrari con sede en Gran Bretaña, Ferrari Design and Development); Como parte del equipo de ensueño que le daría a Ferrari seis campeonatos de constructores consecutivos de 1999 a 2004, utilizaron el F310 como base para el F310B, mejorando su forma y mecánica, creando un auto ganador cinco veces en el proceso.
El F310B tenía un mejor rendimiento y era mucho más fiable que su predecesor, pero sufría problemas de estabilidad en la parte delantera del coche. Un nuevo conjunto de alerón delantero introducido poco después de que Brawn y Byrne se unieran al equipo mejoró el paquete.
Independientemente, el doble campeón Michael Schumacher cumplió su promesa de 1995 de que "en 1996 ganaremos tres grandes premios, luego en 1997 lucharemos por el campeonato" llevando el desafío hasta la última ronda. Sin embargo, no pudo contener el ataque del aspirante al título Jacques Villeneuve; Un intento fallido de Schumacher de defender su posición terminó con él en la grava, retirado y finalmente descalificado de los resultados de la temporada de 1997. No obstante, el equipo retuvo los puntos de constructores.
En total, el F310 y el F310B ganaron ocho Grandes Premios, subieron al podio 22 veces y lograron 7 poles y 172 puntos.

## Resultados
(Clave) (negrita indica pole position) (cursiva indica vuelta rápida)

| Año     | Chasis | Motor       | Neu. | N.º | Pilotos            | 1   | 2   | 3   | 4   | 5   | 6   | 7   | 8   | 9   | 10  | 11  | 12  | 13  | 14  | 15  | 16  | 17  | Puntos | Pos. |
| ------- | ------ | ----------- | ---- | --- | ------------------ | --- | --- | --- | --- | --- | --- | --- | --- | --- | --- | --- | --- | --- | --- | --- | --- | --- | ------ | ---- |
| 1996    | F310   | Ferrari V10 | G    |     |                    | AUS | BRA | ARG | EUR | SMR | MON | ESP | CAN | FRA | GBR | GER | HUN | BEL | ITA | POR | JPN |     | 70     | 2.º  |
| 1996    | F310   | Ferrari V10 | G    | 1   | Michael Schumacher | Ret | 3   | Ret | 2   | 2   | Ret | 1   | Ret | DNS | Ret | 4   | 9   | 1   | 1   | 3   | 2   |     | 70     | 2.º  |
| 1996    | F310   | Ferrari V10 | G    | 2   | Eddie Irvine       | 3   | 7   | 5   | Ret | 4   | 7   | Ret | Ret | Ret | Ret | Ret | Ret | Ret | Ret | 5   | Ret |     | 70     | 2.º  |
| 1997    | F310B  | Ferrari V10 | G    |     |                    | AUS | BRA | ARG | SMR | MON | ESP | CAN | FRA | GBR | GER | HUN | BEL | ITA | AUT | LUX | JPN | EUR | 102    | 2.º  |
| 1997    | F310B  | Ferrari V10 | G    | 5   | Michael Schumacher | 2   | 5   | Ret | 2   | 1   | 4   | 1   | 1   | Ret | 2   | 4   | 1   | 6   | 6   | Ret | 1   | Ret | 102    | 2.º  |
| 1997    | F310B  | Ferrari V10 | G    | 6   | Eddie Irvine       | Ret | 16  | 2   | 3   | 3   | 12  | Ret | 3   | Ret | Ret | 9   | 10  | 8   | Ret | Ret | 3   | 5   | 102    | 2.º  |
| Fuente: |        |             |      |     |                    |     |     |     |     |     |     |     |     |     |     |     |     |     |     |     |     |     |        |      |